# François-Joseph Sollacaro
François-Joseph Sollacaro, né le 21 mars 1994 à Ajaccio, est un footballeur français qui évolue au poste de gardien de but à l'AC Ajaccio.

## Biographie

### Débuts et formation
François-Joseph Sollacaro, né le 21 mars 1994 à Ajaccio, rejoint l'AC Ajaccio en 2003 à l'âge de 9 ans, après être passé par toutes les catégories jeunes, il intègre l'équipe réserve ou il effectue un total de 86 matchs pour 21 cleans sheats.

### AC Ajaccio
Durant l'été 2018, François-Joseph Sollacaro intégre le groupe professionnels de l'AC Ajaccio.
Il fait ses débuts pour son club formateur, le 12 novembre 2017, lors du 7e tour de la Coupe de France contre le Saint-Amand FC (victoire 3-1).
Le 19 janvier 2021, lors du 8e tour de la Coupe de France contre La Berrichonne de Châteauroux, François-Joseph Sollacaro effectue son premier clean-sheet avec l'AC Ajaccio (victoire 2-0). 
Le 06 Juillet 2021, Sollacaro prolonge son contrat pour trois saisons avec l'AC Ajaccio, soit jusqu'en 2024.
Le 14 Mai 2022, François-Joseph Sollacaro et l'ensemble de l'AC Ajaccio accède à la Ligue 1 en battant le Toulouse FC (actuel leaders de Ligue 2) 1 à 0 et finit deuxième de Ligue 2 avec un point d'écart sur l'AJ Auxerre,.     